# August Pfluger
August Lee Pfluger II (Condado de Harris (Texas), 28 de diciembre de 1978) es un político estadounidense y militar retirado del estado de Texas. Es el representante de los Estados Unidos para el 11.º distrito congresional de Texas. Pfluger sucedió a su compañero republicano Mike Conaway en 2021.

## Biografía
Su abuelo materno, miembro del Cuerpo Aéreo del Ejército de los Estados Unidos en la Segunda Guerra Mundial, inspiró a Pfluger a convertirse en piloto.
Nacido en el condado de Harris en 1977, Pfluger asistió a Central High School en San Angelo, Texas, donde jugó como mariscal de campo del equipo de fútbol de la escuela. Es un Eagle Scout. Obtuvo una licenciatura en ciencias políticas de la Academia de la Fuerza Aérea de los Estados Unidos. Pfluger luego obtuvo una Maestría en Ciencias en Ciencias Aeronáuticas de la Universidad Aeronáutica Embry-Riddle, una Maestría en Ciencias en Ciencias Militares y de Operaciones de la Universidad Air y una Maestría en Ciencias en Negocios y Políticas Internacionales de la Universidad de Georgetown.
Sirvió a la Fuerza Aérea de los Estados Unidos durante 20 años, pilotando aviones McDonnell Douglas F-15 Eagle y Lockheed Martin F-22 Raptor, alcanzando el rango de coronel. Pfluger luego sirvió en el Consejo de Seguridad Nacional durante la presidencia de Donald Trump. Permaneció en el Comando de Reserva de la Fuerza Aérea después de dejar el servicio activo.

### Cámara de Representantes de los Estados Unidos
Pfluger renunció al Consejo de Seguridad Nacional para presentarse como candidato a la Cámara de Representantes de los Estados Unidos por el distrito 11 del Congreso de Texas. El representante Mike Conaway, quien había representado al distrito desde su creación en 2005, se jubilaba después de ocho mandatos. Pfluger obtuvo el 50% de los votos en una primaria del Partido Republicano. Se enfrentó al candidato demócrata Jon Mark Hogg y al libertario Wacey Alpha Cody en las elecciones generales de noviembre. Pfluger derrotó a Hogg en las elecciones generales.
Pfluger asumió el cargo como Representante el 3 de enero de 2021. El 6 de enero, el día del asalto al Capitolio de los Estados Unidos de 2021, él y 147 de sus compañeros republicanos del Congreso votaron para bloquear la certificación de la victoria del presidente electo Joe Biden en 2020, como un esfuerzo por anular las elecciones presidenciales de Estados Unidos de 2020. Específicamente, votó en contra de certificar los votos electorales de Arizona y Pensilvania.